# 1899 en football
Cet article présente les faits marquants de l'année 1899 en football.

## Janvier
- 8 janvier : le SC Freiburg est champion d’Allemagne du Sud.

## Février
- 1er février : fondation du club omnisports allemand du Werder Brême.

## Mars
- 8 mars : fondation du club omnisports allemand de l'Eintracht Francfort.
- 12 mars : finale du premier championnat (officiel) de Suisse. L'Anglo-American Club de Zurich s'impose en finale 7-0 face aux Old Boys Basel.
- 20 mars : à Bristol, l'Angleterre bat le Pays de Galles 4-0.
- Southampton FC (15 victoires, 5 nuls et 4 défaites) remporte le championnat anglais de la Southern League.
- Les Glasgow Rangers sont champions d’Écosse.
- France : l'Iris Club Lillois conserve son titre de champion régional USFSA du Nord.
- Le FC Liège est champion de Belgique pour la 3e fois.

## Avril
- 2 avril : premier tour du Championnat d'Italie de football : Ginnastica Torino s'impose 2-0 face au FC Torinese.
- 8 avril : à Birmingham, l'Angleterre bat l'Écosse : 2-1.
- L'Union des Sports de France champion de Paris professionnel de Football (FSAPF).
- Slavia Prague remporte la coupe de Mistrovstvi Cech.
- 9 avril : finale de la 3e édition de la Coupe Manier : Club français 3, R.C. Roubaix 0.
- 9 avril : deuxième tour du Championnat d'Italie : Internazionale du Torino s'impose 2-0 face à Gimnastica Torino.
- 9 avril, Pays-Bas : manche aller de la finale nationale entre le champion de l’Est (PW Enschede) et de l'Ouest (RAP Amsterdam). RAP s'impose 3-2.
- 11 avril : le Club français, champion de Paris de Football (USFSA). Le Havre A.C. doit affronter le champion de Paris (Club Français) pour l'attribution du titre national. Les Parisiens contestent la légitimité de ce challenger, qui n'est pas champion de sa région, et la rencontre n'a pas lieu. Le Havre A.C. hérite ainsi sans jouer du titre de champion de France !

- 15 avril : finale de la 28e FA Cup (235 inscrits). Sheffield United FC 4, Derby County FC 1. 73 833 spectateurs à Crystal Palace.
- 16 avril : finale du 2e Championnat d’Italie : Genoa s'impose face Internazionale di Torino 2-0.
- 23 avril : manche retour de la finale nationale entre le champion de l'Est (PW Enschede) et de l'Ouest (RAP Amsterdam). RAP s'impose 2-1 et est sacré champion de Hollande.
- 26 avril : Aston Villa (19 victoires, 7 nuls et 8 défaites) est sacré champion d'Angleterre de football. Les Villans cassent pour la première fois la barre des 20 000 spectateurs de moyenne : 23 045. Manchester City enlève le titre en Division 2.

## Mai
- 7 mai : première finale de la Coupe de Hollande. RAP s'impose 1-0 face au HVV.
- AB remporte le championnat de Copenhague.

## Juillet
- 1er juillet : Création du TSG 1899 Hoffenheim.
- 11 juillet : le FC Rouen, club de rugby fondé en 1896, admet, sous l'impulsion de Robert Diochon, une section football en son sein.

## Août
- 31 août  : les statuts du club de l'Olympique de Marseille sont déposés. Et le club naît, fondé par René Dufaure de Montmirail.

## Septembre
- Septembre : Belgrano Athlétic (5 victoires et 1 nul) est champion d'Argentine.
- 4 septembre : inauguration du stade de Tottenham Hotspur, White Hart Lane, à l'occasion d'un match amical face à Notts County FC.

## Novembre
- 29 novembre : fondation du FC Barcelone club omnisports et de sa section football.

## Décembre
- 16 décembre : fondation du Milan AC, club italien.

## Naissances
- 23 janvier : Luigi Burlando, footballeur italien.
- 23 janvier : Ernst Thommen, dirigeant fédéral suisse.
- 8 février : Juan Arremón, footballeur uruguayen.
- 21 février : Giuseppe Zilizzi, entraîneur italo-hongrois.
- 9 mars : Jules Devaquez, footballeur français.
- 12 mars : Ramón Muttis, footballeur argentin.
- 15 mars : Arie Bieshaar, footballeur néerlandais.
- 18 mars : Américo Tesoriere, footballeur argentin.
- 30 avril : Bart McGhee, footballeur américain.
- 3 juillet : Urbain Wallet, footballeur français.
- 11 juillet : Frits Kuipers, footballeur néerlandais.
- 22 juillet : Domingo Tejera, footballeur uruguayen.
- 28 juillet : Philippe Bonnardel, footballeur français.
- 12 août : Eugène Langenove, footballeur français.
- 21 septembre : Boris Arkadiev, entraîneur soviétique.
- 4 octobre : Gabino Sosa, footballeur argentin.
- 8 octobre : René Petit, footballeur français.
- 13 octobre : Piero Dusio, dirigeant de club italien.
- 30 octobre : Georges Capdeville, arbitre français.
- 4 novembre : Paul Nicolas, footballeur français.
- 25 novembre : Jimmy Trotter, footballeur anglais. († 17 avril 1984).

## Décès
- 13 octobre : Albert Allen, footballeur anglais.
- 10 novembre : James Kirkpatrick, footballeur écossais.
- 25 décembre : Thomas Bradshaw, footballeur anglais.